# Gabrielle Leithaug

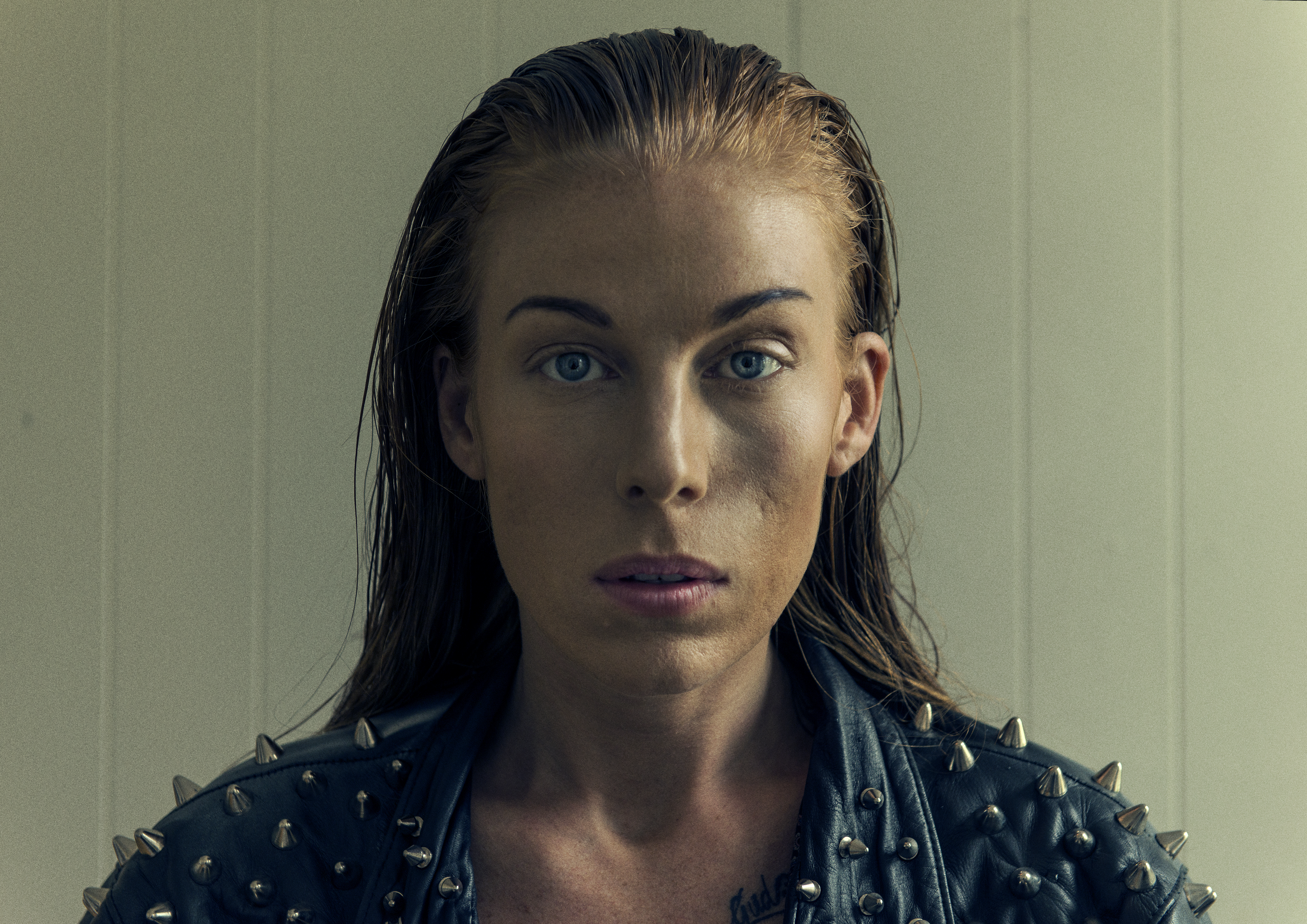
Porträtfoto von Gabrielle Leithaug, September 2014

Gabrielle Susanne Solheim Leithaug, auch bekannt unter ihrem Künstlernamen Gabrielle (* 10. Januar 1985 in Bergen, Norwegen), ist eine bei Universal unter Vertrag stehende norwegische Sängerin sowie Schauspielerin.

## Werdegang
Leithaug erreichte erstmals 2009 eine größere Bekanntheit durch ihre Teilnahme an der ersten Staffel der norwegischen Version der Castingshow The X Factor, wo sie den siebten Platz belegte. 2011 erreichte ihre Debütsingle Ring meg Platz eins der norwegischen Charts. Die Single konnte eine fünffache Platinauszeichnung erreichen. 2011 wurde der Song für den Spellemannprisen in der Kategorie Årets hit (Hit des Jahres) nominiert. Die Nachfolgesingle Bordet konnte Platz sieben erreichen.
Ihr Debütalbum Mildt Sagt wurde am 24. Februar 2012 veröffentlicht. Das Album erreichte den vierten Platz in den norwegischen Albumcharts. Ihr zweites Album erschien am 11. Oktober 2013 und trug den Namen Nattergal – Kap 1. Ein für 2014 geplanter zweiter Teil wurde bisher nicht veröffentlicht. Die am 29. Mai 2014 erschienene Single 5 fine frøkner konnte als erstes Lied seit ihren beiden Top-Ten-Erfolgen drei Jahre zuvor wieder die norwegischen Charts erreichen. Auch diese Single brachte ihr eine Nominierung für den Spellemannprisen ein. 2016 konnte das Lied seine Popularität durch die Verwendung in der Serie Skam auf Spotify auch international steigern und auch in Schweden die Top 10 der Charts erreichen. Im Jahr 2020 erhielt sie den P3-Preis beim Musikpreis P3 Gull.

2019 spielte sie in den zwei Staffeln der von Netflix produzierten und als Netflix-Original vermarkteten Serie Weihnachten zu Hause als Jørgunn eine der Hauptrollen.

## Diskografie

### Alben
| Jahr | Titel                            | Höchstplatzierung, Gesamtwochen, AuszeichnungChartsChartplatzierungen (Jahr, Titel, Platzierungen, Wochen, Auszeichnungen, Anmerkungen) | Anmerkungen                              |
| Jahr | Titel                            | NO | Anmerkungen                              |
| ---- | -------------------------------- | --- | ---------------------------------------- |
| 2012 | Mildt sagt                       | NO4 (… Wo.)NO | Erstveröffentlichung: 24. Februar 2012   |
| 2013 | Nattergal – Kap 1                | NO22 (1 Wo.)NO | Erstveröffentlichung: 11. Oktober 2013   |
| 2019 | Snart, Gabby                     | NO5 Gold · (1 Wo.)NO | Erstveröffentlichung: 27. September 2019 |
| 2021 | Klipp meg i ti og lim meg sammen | NO3 Gold · (7 Wo.)NO | Erstveröffentlichung: 22. Oktober 2021   |

### Singles
| Jahr | Titel Album           | Höchstplatzierung, Gesamtwochen, AuszeichnungChartplatzierungen (Jahr, Titel, Album, Platzierungen, Wochen, Auszeichnungen, Anmerkungen) | Höchstplatzierung, Gesamtwochen, AuszeichnungChartplatzierungen (Jahr, Titel, Album, Platzierungen, Wochen, Auszeichnungen, Anmerkungen) | Höchstplatzierung, Gesamtwochen, AuszeichnungChartplatzierungen (Jahr, Titel, Album, Platzierungen, Wochen, Auszeichnungen, Anmerkungen) | Anmerkungen                                                                |
| Jahr | Titel Album           | NO | SE | DK | Anmerkungen                                                                |
| ---- | --------------------- | --- | --- | --- | -------------------------------------------------------------------------- |
| 2011 | Ring meg Mildt sagt   | NO1 ×5×2Fünffachplatin + Doppelplatin (Streaming) · (21 Wo.)NO                                                                           | — | — | Erstveröffentlichung: 23. Mai 2011                                         |
| 2011 | Bordet Mildt sagt     | NO7 (… Wo.)NO | — | — | Erstveröffentlichung: 21. Oktober 2011                                     |
| 2014 | 5 fine frøkner –      | NO7 Platin · (11 Wo.)NO | SE4 Platin · (19 Wo.)SE | DK37 (2 Wo.)DK | Erstveröffentlichung: 29. Mai 2014 Charteinstieg in SE und DK erst 2017    |
| 2021 | Det urolige hjertet – | NO30 (1 Wo.)NO | — | — | Erstveröffentlichung: 9. April 2021                                        |
| 2021 | Eg ser deg –          | NO23 (2 Wo.)NO | — | — | Erstveröffentlichung: 22. Oktober 2021                                     |
| 2023 | Barn som deg –        | NO7 (9 Wo.)NO | — | — | Erstveröffentlichung: 19. Dezember 2023 mit Matoma; aus Hver gang vi møtes |
| 2024 | Operahuset –          | NO38 (… Wo.)NO | — | — | Erstveröffentlichung: 22. März 2024                                        |

Weitere Singles
- 2012: Inn i deg
- 2012: Høster
- 2012: Mildt sagt
- 2012: Alt du gjorde
- 2012: Løkken
- 2013: Regn fra blå himmel
- 2013: #sitterher
- 2013: Bislet (typisk natteGal)
- 2014: Ti kniver (feat. Thomas Eriksen)
- 2015: Mer
- 2015: Mellom skyene
- 2015: De Beste
- 2017: Vekk meg opp
- 2017: Venter
- 2017: September
- 2017: Kyrie
- 2017: Du går fri
- 2017: Nye Joggesko
- 2017: Nye Joggesko (Store P Remix)
- 2019: Aldri, Aldri, Aldri
- 2019: Eg Lover
- 2019: Silent Night
- 2020: Sånn dom deg
- 2021: Kan du lova å vente (feat. Isah)

## Belege
1. ↑  Spellemannprisen 2011: Årets låt. 25. Juni 2016, abgerufen am 21. Februar 2017.
2. ↑  Spellemannprisen 2014: Årets låt. 20. August 2016, abgerufen am 21. Februar 2017.
3. ↑  Nicolay Woldsdal: Svenskene omfavner Gabrielle etter «Skam». NRK, 11. Januar 2017, abgerufen am 16. Januar 2017 (norwegisch).
4. ↑  Marit Eide, Linea Celine Søgaard: Gabrielle trodde hun skulle dele ut pris – ble tatt på senga. In: Gabrielle trodde hun skulle dele ut pris – ble tatt på senga. P3, 28. November 2020, abgerufen am 28. November 2020 (norwegisch).
5. 1 2  Chartquellen: NO SE DK
6. ↑  Auszeichnungen für Musikverkäufe: NO SE
7. ↑  Endelig ! «det urolige hjertet» er første låt ut førstkommende fredag. In: Facebook. 4. April 2021, abgerufen am 17. Mai 2021 (norwegisch).

| Personendaten    | Personendaten                                                                      |
| ---------------- | ---------------------------------------------------------------------------------- |
| NAME             | Leithaug, Gabrielle                                                                |
| ALTERNATIVNAMEN  | Gabrielle (Künstlername); Solheim Leithaug, Gabrielle Susanne (vollständiger Name) |
| KURZBESCHREIBUNG | norwegische Sängerin                                                               |
| GEBURTSDATUM     | 10. Januar 1985                                                                    |
| GEBURTSORT       | Bergen, Norwegen                                                                   |